# Stenopogon neojubatus
Stenopogon neojubatus là một loài ruồi trong họ Asilidae. Stenopogon neojubatus được Wilcox & Martin miêu tả năm 1945. Loài này phân bố ở vùng Tân Bắc giới.